# New York Cosmos 1978
Questa voce raccoglie le informazioni riguardanti i New York Cosmos nelle competizioni ufficiali della stagione 1978.

## Maglie e sponsor
Le divise prodotte dalla Umbro introdotte nella stagione precedente vengono confermate.
| Manica sinistra · Manica sinistra · Maglietta · Maglietta · Manica destra · Manica destra · Pantaloncini · Calzettoni | Manica sinistra · Manica sinistra · Maglietta · Maglietta · Manica destra · Manica destra · Pantaloncini · Calzettoni |

## Rosa
| N. |                           | Ruolo | Calciatore          |
| -- | ------------------------- | ----- | ------------------- |
| 0  | Canada (bandiera)         | P     | Jack Brand          |
| 1  | Turchia (bandiera)        | P     | Erol Yaşin          |
| 2  | Stati Uniti (bandiera)    | D     | Bobby Smith         |
| 3  | Brasile (bandiera)        | C     | Nelsi Morais        |
| 4  | Stati Uniti (bandiera)    | D     | Werner Roth         |
| 5  | Brasile (bandiera)        | D     | Carlos Alberto      |
| 6  | Germania Ovest (bandiera) | D     | Franz Beckenbauer   |
| 7  | Inghilterra (bandiera)    | A     | Dennis Tueart       |
| 8  | Jugoslavia (bandiera)     | C     | Vladislav Bogićević |
| 9  | Italia (bandiera)         | A     | Giorgio Chinaglia   |
| 10 | Brasile (bandiera)        | A     | Pelé                |
| 11 | Inghilterra (bandiera)    | A     | Stephen Hunt        |
| 12 | Portogallo (bandiera)     | A     | Seninho             |
| 14 | Inghilterra (bandiera)    | C     | Terry Garbett       |

| N. |                        | Ruolo | Calciatore           |
| -- | ---------------------- | ----- | -------------------- |
| 15 | Jugoslavia (bandiera)  | C     | Vitomir Dimitrijević |
| 16 | Stati Uniti (bandiera) | A     | Tony Donlic          |
| 17 | Stati Uniti (bandiera) | C     | Rick Davis           |
| 18 | Stati Uniti (bandiera) | A     | Fred Grugrev         |
| 19 | Canada (bandiera)      | D     | Robert Iarusci       |
| 20 | Stati Uniti (bandiera) | P     | David Brcic          |
| 21 | Stati Uniti (bandiera) | A     | Gary Etherington     |
| 22 | Stati Uniti (bandiera) | C     | Jim Millinder        |
| 23 | Italia (bandiera)      | D     | Giuseppe Wilson      |
| 24 | Canada (bandiera)      | D     | Garry Dayre          |
| 25 | Stati Uniti (bandiera) | D     | Santiago Formoso     |
| 26 | Stati Uniti (bandiera) | A     | Ron Atanasio         |
| 27 | Stati Uniti (bandiera) | A     | Joe Filian           |

## Statistiche

### Statistiche di squadra
| Competizione | Punti | Totale | Totale | Totale | Totale | Totale | ‰ |
| Competizione | Punti | G      | V      | P      | Gf     | Gs     | ‰ |
| ------------ | ----- | ------ | ------ | ------ | ------ | ------ | - |
| NASL         | -     | 36     | 29     | 7      | 112    | 49     | - |